# Hallowe'en Party
Hallowe'en Party (A noite das bruxas, no Brasil / Poirot e o encontro juvenil, em Portugal) é um romance policial de Agatha Christie, publicado em 1969. 
É um caso investigado pelo detetive belga Hercule Poirot e também conta com a participação da escritora Ariadne Oliver.
Foi adaptado para o cinema em 2023 como A Haunting in Venice.

## Enredo
No vilarejo de Woodleigh Common onde tudo parece tranquilo, uma festa de Halloween é organizada, na casa da Senhora Rowena Drake. Entre os convidados, está Ariadne Oliver, autora de romances policiais, que incita a curiosidade e imaginação das crianças e jovens lá presentes. Durante os preparativos da festa, Joyce Reynolds, uma garota de 13 anos, afirma publicamente já ter presenciado um assassinato. Ninguém acredita, porque ela era famosa por suas mentiras. Porém, no meio da festa, Joyce é assassinada.
Chocada com o crime, Ariadne procura Poirot, e pede-lhe que a ajude a descobrir o (a) culpado (a).